# Berty Albrecht
Pour les articles homonymes, voir Albrecht.
Berthe Pauline Mariette Wild, dite Berty Albrecht, née le 15 février 1893 à Marseille et morte le 31 mai 1943 à la prison de Fresnes (Seine), est une militante de gauche, féministe, antifasciste et résistante française.
Berty Albrecht participe jusqu'à son arrestation à la direction de Combat, l'un des principaux mouvements de résistance intérieure. Elle est l'une des six femmes Compagnons de la Libération et l'une des deux femmes inhumées dans la crypte du mémorial de la France combattante au mont Valérien.

## Biographie

### Jeunesse et parcours
Berthe Wild est issue d'une famille protestante d'origine suisse de la bourgeoisie marseillaise. Elle fait ses études à Marseille au lycée Montgrand, puis à Lausanne, et obtient son diplôme d'infirmière en juin 1912. Elle part alors pour Londres, où elle travaille comme surveillante dans une pension de jeunes filles. Au début de la Première Guerre mondiale, elle retourne à Marseille où elle travaille pour la Croix-Rouge dans plusieurs hôpitaux militaires.
En 1918, elle épouse à Rotterdam le banquier néerlandais Frédéric Albrecht ; ils ont ensemble deux enfants, Frédéric (1920 - 1998) et Mireille (1924 - 2007). Le couple vit aux Pays-Bas, puis s'installe à Londres en 1924. C'est là qu'elle rencontre les féministes anglaises et se passionne pour la condition féminine. Les historiennes Christine Bard et Corinne Bouchoux écrivent qu'« elle découvre le féminisme à travers Sylvia Pankhurst » et adhère à la Ligue mondiale pour la réforme sexuelle en 1927.
Séparée de son époux, elle s'installe à Paris en 1931 et se lie d'amitié avec Victor Basch, professeur à la Sorbonne et président de la Ligue des droits de l'homme, qu'elle rejoint en 1932, et devient secrétaire de l'Association d'études sexologiques. Dans un pays où les femmes n'ont pas le droit de voter, où la contraception est rudimentaire, inefficace, peu accessible, l'avortement lourdement sanctionné, elle crée en 1933 une revue féministe, Le Problème sexuel. Financée par son époux, cette revue publie cinq numéros, de novembre 1933 à juin 1935. Elle y défend le droit à l'avortement et à la contraception. À l'automne 1934, Berty Albrecht visite l'URSS d'où elle revient déçue par les inégalités et le gaspillage, malgré les réussites du régime (écoles, universités, crèches, jardins d'enfants). Elle participe à la création du Comité mondial des femmes contre la guerre et le fascisme. En 1935, elle contribue à la fondation du Comité d'aide à l'Éthiopie (pays alors attaqué par l'Italie fasciste).
En 1933, consciente des dangers du nazisme (et plus tard hostile aux accords de Munich), Albrecht accueille des réfugiés allemands (principalement des juifs et des dissidents politiques fuyant le fascisme) dans sa maison de Sainte-Maxime, où elle rencontre le capitaine Henri Frenay, qui devait survivre à la guerre et devenir l'un des plus célèbres représentants vivants des résistants français. Malgré leurs divergences politiques (il appartenait alors à la droite nationaliste, alors qu'elle était activement associée à des causes de gauche), Albrecht et Frenay devinrent amants, puis coorganisèrent, à partir de 1940, un grand mouvement de résistance, baptisé Combat. Dans le cadre de son engagement antifasciste, Berty Albrecht participe également à l'aide aux républicains espagnols.
En 1937, Berty suit la formation de l'école des surintendantes d'usine dont la directrice est Jane Sivadon. Assistante sociale, elle travaille dans une fabrique d'instruments d'optique.

### Résistante
En 1940, Berty est surintendante aux usines Fulmen de Clichy et de Vierzon.

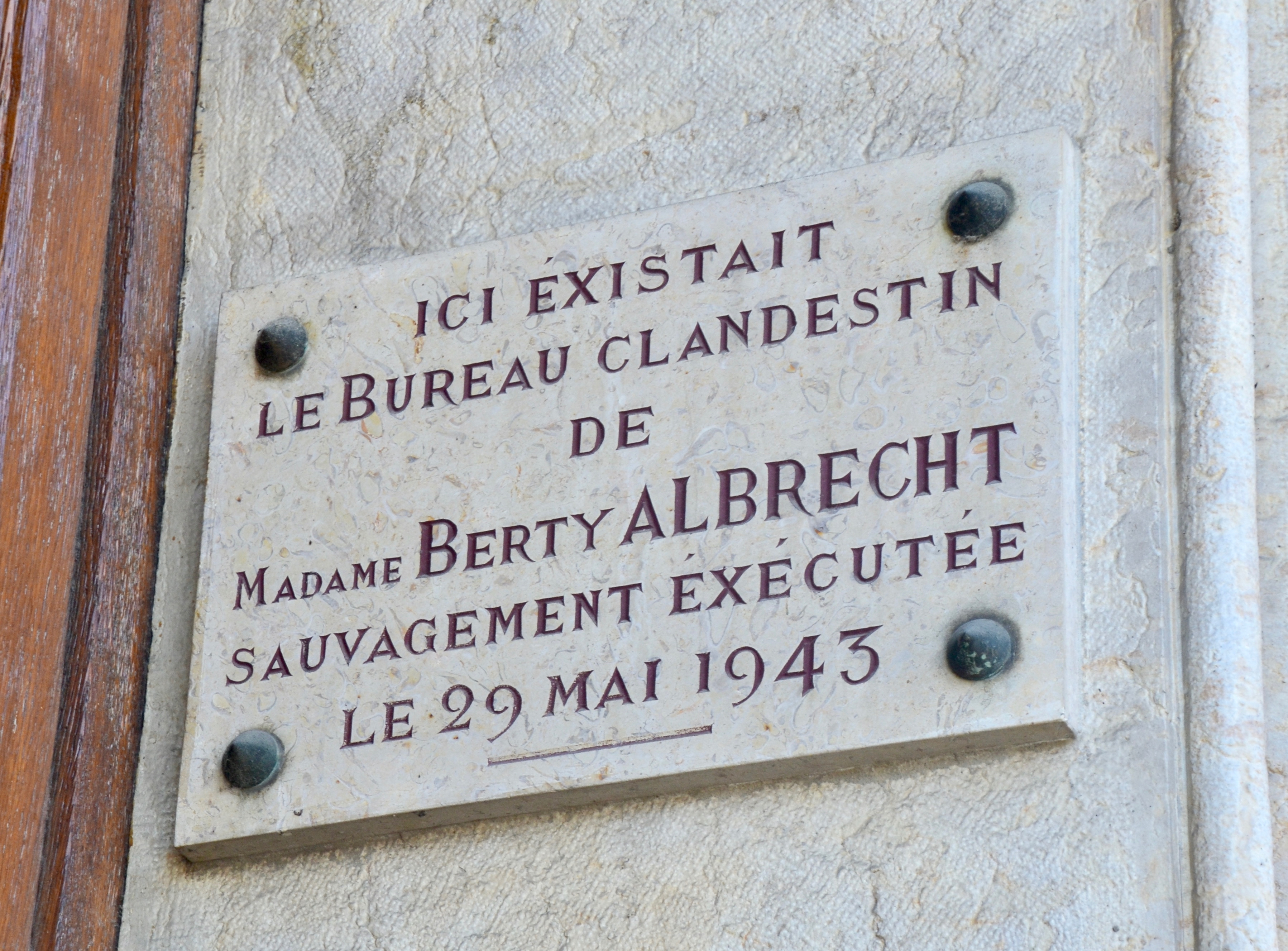
Plaque du bureau clandestin de Berty Albrecht à Lyon, quais de Saône.

À Vichy et à Lyon, Berty Albrecht participe à toutes les initiatives résistantes de Frenay. Elle cofonde en août 1940 le Mouvement de libération nationale qui devient, grâce à la fusion avec Liberté en novembre 1941, Mouvement de libération française, avant d'être rebaptisé Combat en décembre 1941.
En décembre 1940, elle se charge de la dactylographie du Bulletin, bi-hebdomadaire du capitaine. Grâce aux contacts de Berty, Pierre de Froment et Robert Guédon peuvent développer leur action en zone occupée et en zone interdite.
Albrecht et Frenay reconnaissent le général de Gaulle en tant que symbole de la Résistance, mais renâclent à accepter son autorité. Frenay se détache peu à peu de la Révolution nationale, qu'Albrecht a toujours rejetée. Ensemble, ils lancent successivement trois journaux : Les Petites Ailes de France, puis Vérités et enfin en 1941 Combat.

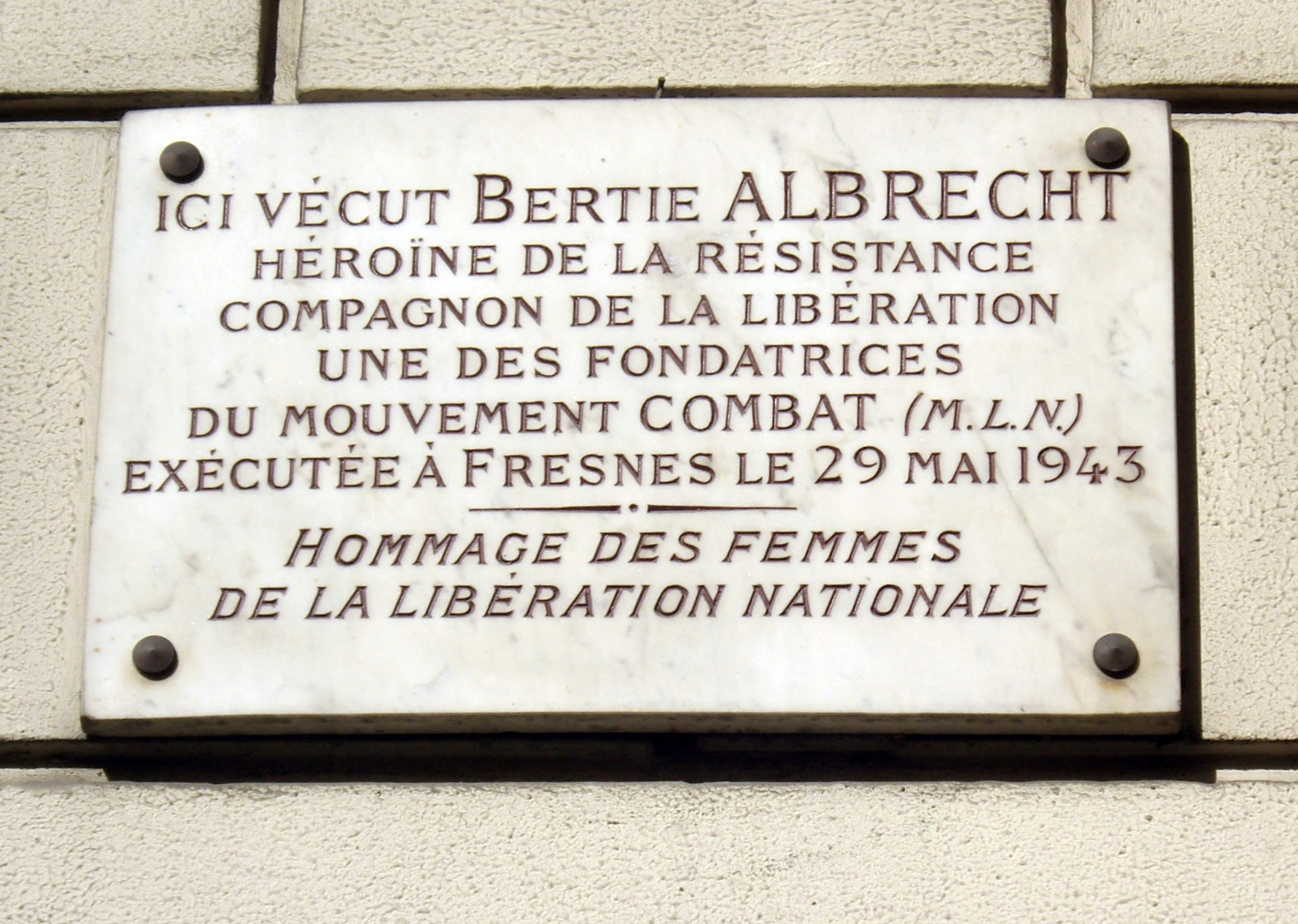
Plaque apposée au no 16 de la rue de l'Université (7e arrondissement de Paris), où habita Berty Albrecht.

En 1941, elle est engagée comme « inspectrice du chômage féminin » de la ville de Lyon par Henri Maux. Berty, fonctionnaire de l'État français, militante connue d'avant-guerre, est surveillée de près par la police française et, sans doute, par les services allemands. Elle organise le service social qui, en zone libre, aide les militants emprisonnés et leur famille. Elle est arrêtée une première fois par la police française, en janvier 1942. Libérée au bout de trois jours, elle est contrainte de démissionner.

### Arrestation, internement et mort
Arrêtée en avril 1942 par la Surveillance du territoire, elle est mise en internement administratif à Vals-les-Bains en mai 1942. Elle fait une grève de la faim afin d'être jugée. Elle obtient gain de cause au bout de 13 jours. Transférée à la prison Saint-Joseph de Lyon, puis finalement jugée, elle est condamnée à six mois de prison ferme.
Le 11 novembre 1942, les Allemands envahissent la zone Libre. Craignant la déportation, elle profite du trouble ambiant pour simuler la folie et est internée dans un hôpital psychiatrique (Le Vinatier à Bron) d'où elle s'évade le 23 décembre 1942 grâce à une opération d'un commando des Groupes Francs de Combat, préparée avec sa fille Mireille.
Refusant de quitter la France pour l'Angleterre, Berty Albrecht entre dans la clandestinité, d'abord dans les Cévennes, à Durfort, puis près de Toulouse. Elle prend un pseudonyme : Victoria. Début février 1943, elle rejoint Frenay à Cluny, trouve refuge chez Jeannine Frèze-Milhaud. En avril 1943, Berty Albrecht se rend à Marseille pour assister à une réunion, à laquelle participent Maurice Chevance, Marcelle Bidault, Jeannine Frèze-Milhaud et Jean Multon. Lors de cette rencontre, elle a le tort de révéler un contact sur la région lyonnaise, l'hôtel de Bourgogne à Mâcon.
L'invasion de la zone libre ayant changé la situation, elle est contrainte de changer fréquemment de lieu de résidence. La Gestapo intervient désormais sur tout le territoire et plusieurs arrestations ont lieu. C'est ainsi, que quelques membres du réseau Gilbert tombent entre les mains du SIPO-SD de Lyon, parmi lesquels Edmée Delétraz. C'est l'appât principal de Klaus Barbie, pour atteindre Henri Frenay, par l'intermédiaire de Berty Albrecht. Un faux message est envoyé à cette dernière, lui précisant la venue d'une personne de Marseille qu'elle connaît (Jean Multon, qui semble être la personne qui l'a trahie) et qui souhaite lui donner des nouvelles de Maurice Chevance, un associé de Henri Frenay. Berty se rend au rendez-vous d'Edmée Delétraz… et elle est arrêtée par l'Abwehr et la Gestapo de Lyon le 28 mai 1943 à Mâcon, en présence de Klaus Barbie, Robert Auguste Moog et Jean Multon — non sans crier à haute voix : « Attention, les amis, la Gestapo est là ! ».
Dans son sac, Barbie trouve une enveloppe à l'adresse de la famille Gouze à Cluny où Berty Albrecht a passé la nuit. Revenu bredouille, Barbie l'enferme et la torture à l'hôtel Terminus, au siège du SIPO-SD de Mâcon.
Le 31 mai 1943, elle est transférée à la prison de Fresnes, dans le quartier des prisonniers de droit commun. Après une nouvelle séance de torture, elle est retrouvée pendue le même jour,, probablement un suicide afin d'éviter de parler. Elle aurait dit : « La vie ne vaut pas cher, mourir n'est pas grave. Le tout, c'est de vivre conformément à l'honneur et à l'idéal que l'on se fait. » Albrecht a été enterrée dans le potager de la prison, tombe numéro 347.
Le 26 août 1943, elle est faite Compagnon de la Libération. Dans son hommage le 6 octobre 1943 au micro de la BBC, Frenay déclare : « Je ne peux pas dire tout ce que la France lui doit, car si elle est morte, la résistance est encore bien vivante ».
En mai 1945, sa dépouille est retrouvée dans le jardin-potager de la prison.
C'est en son honneur que le groupe de la Résistance du travail organisé par André Moosmann prend le nom de groupe Berty Albrecht.

### Reconnaissance à l'après-guerre

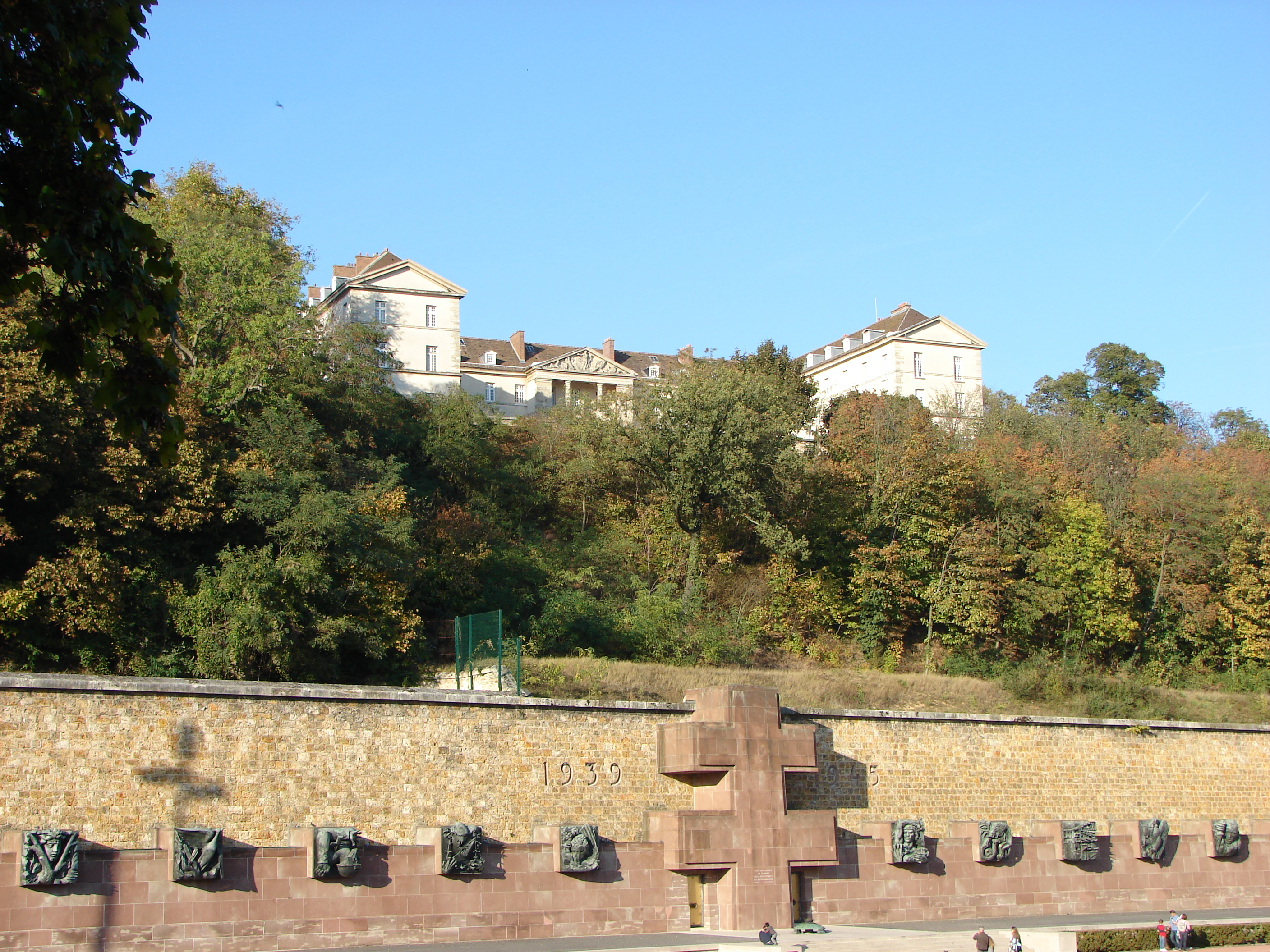
Mémorial de la France combattante à la forteresse du Mont-Valérien.

Après la guerre, le gouvernement décide d'ériger un Mémorial de la France combattante à ceux qui sont morts au combat. Quinze héros de la guerre devaient être enterrés à la forteresse du Mont-Valérien, à Suresnes, près de Paris. Parmi les quinze devaient figurer un homme et une femme morts au combat dans la Résistance. Le 29 octobre 1945, le nom de Berty Albrecht est tiré au sort pour inhumation au Mont-Valérien, dans le Mémorial, avec quinze autres noms, dont celui de Renée Lévy. La cérémonie a lieu le 11 novembre 1945.
Le musée d'histoire de Marseille lui consacre un espace thématique et expose du courrier qu'elle a écrit au cours de son emprisonnement, divers effets personnels dont son bureau qui lui a été offert par ses parents et qui l'a suivie toute sa vie.

## Distinctions

### Décorations

Liste des Compagnons de la Libération.

- Compagnon de la Libération (décret du 26 août 1943)[14] ; elle est l'une des six femmes nommées dans cet ordre
- Médaille militaire, à titre posthume
- Croix de guerre 1939–1945, palme de bronze
- Médaille de la Résistance française (décret du 24 mai 1960)

### Hommages
- Une plaque commémorative à son nom est dévoilée le 22 juin 2022. Le nouveau parc de la presqu'île de Grenoble qui l'accueille porte son nom.
- Un centre social porte son nom dans la ville d'Aubervilliers.
- une rue Bertie-Albrecht se trouve à Cluny, il s'agit de la rue ou la famille Gouze résidait et chez laquelle elle fut hébergée.
- Une place Bertie-Albrecht se trouve dans la commune de Montreuil.
- Une rue Bertie-Albrecht se trouve dans la commune de Nangis.
- Une rue Bertie-Albrecht se trouve dans la commune de Saint-Raphaël.
- Une rue Berthie-Albrecht à Saint-Gratien.
- Une allée Berthie-Albrecht et un lotissement du même nom se trouvent dans la commune de Fos-sur-Mer
- Une rue Berthie-Albrecht se trouve à Limoges.
- Une rue Berthie-Albrecht se trouve à La Roche-sur-Yon.
- Une rue Berthie-Albrecht se trouve dans la commune de La Ville-aux-Dames dans l'Indre-et-Loire.
- Une allée Berthie-Albrecht se trouve dans la commune des Pavillons-sous-Bois en Seine-Saint-Denis.
- Une allée Berthy-Albrecht se trouve dans la commune de Mions, dans le Rhône.
- Un square baptisé de son nom à Marseille, face à l'abbaye Saint-Victor.
- Une avenue est baptisée de son nom en 1944 dans le 8e arrondissement de Paris (ancienne avenue du Parc-Monceau).
- Une rue Berthie-Albrecht se trouve à Bondy
- Une avenue Bertie-Albrecht à Sainte-Maxime.
- Le collège de Sainte-Maxime porte également son nom.
- Une école maternelle et primaire de Caluire-et-Cuire porte son nom.
- Une plaque a été apposée au 87 du quai Pierre Scize dans le 9e arrondissement de Lyon avec la mention : « Bureau clandestin de Berthie Albrecht ».
- Une plaque commémorative a été apposée dans le square de la Paix à Mâcon.
- Une plaque commémorative a été apposée au lycée Montgrand, situé dans le 6e arrondissement de Marseille, où elle a été élève pendant dix ans. Un hommage lui y est rendu le 8 mars 2023, à l’occasion de la Journée internationale des droits des femmes.
- Une maison à la disposition des associations porte son nom à Villeurbanne au 14 de la place Grandclément.
- Une école de Suresnes porte son nom.
- Un timbre-poste à son effigie est émis par La Poste française le 7 novembre 1983 dans la série Héroïnes de la Résistance[19].

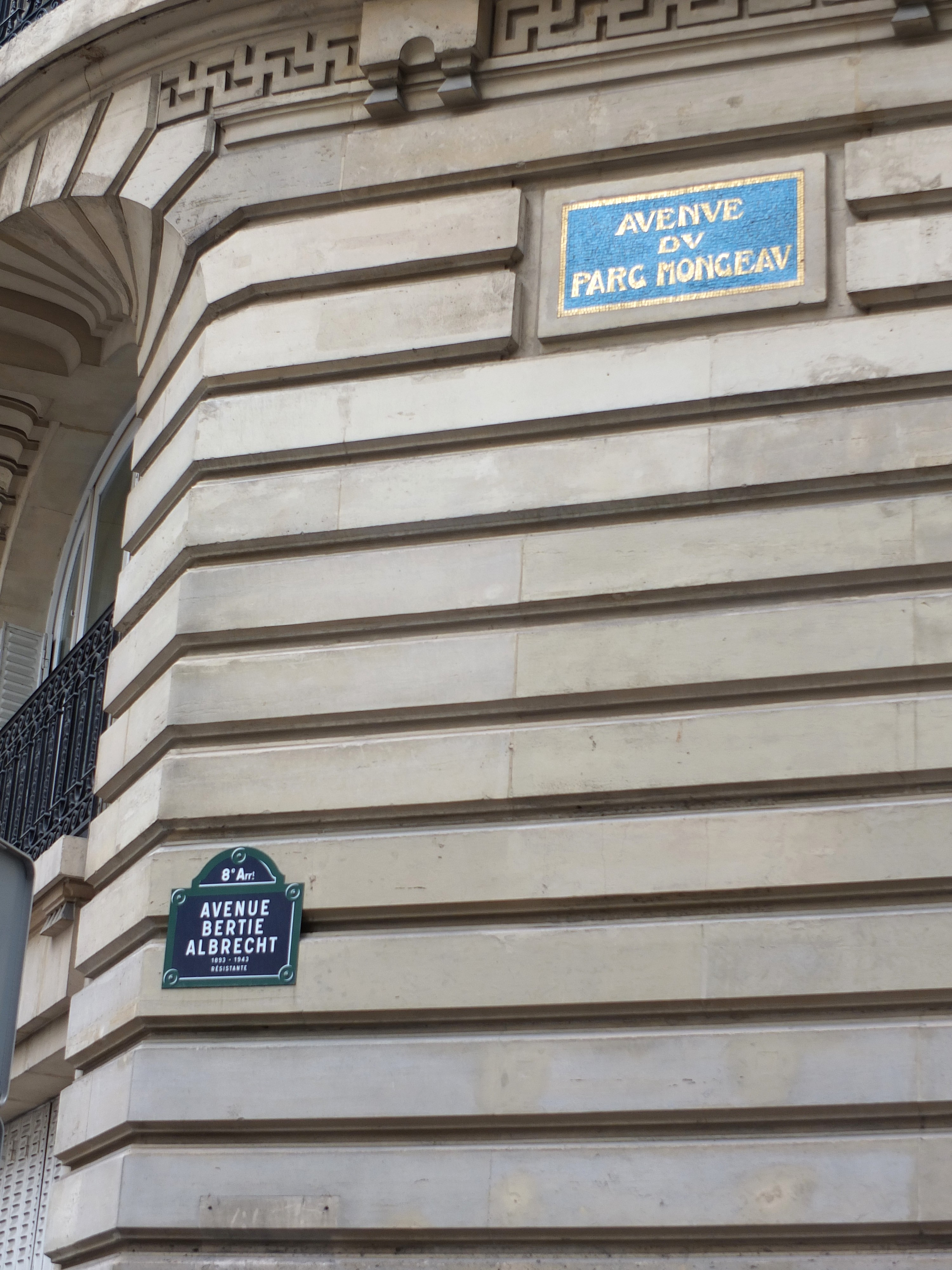
Plaque de rue dans le 8e arrondissement à Paris.
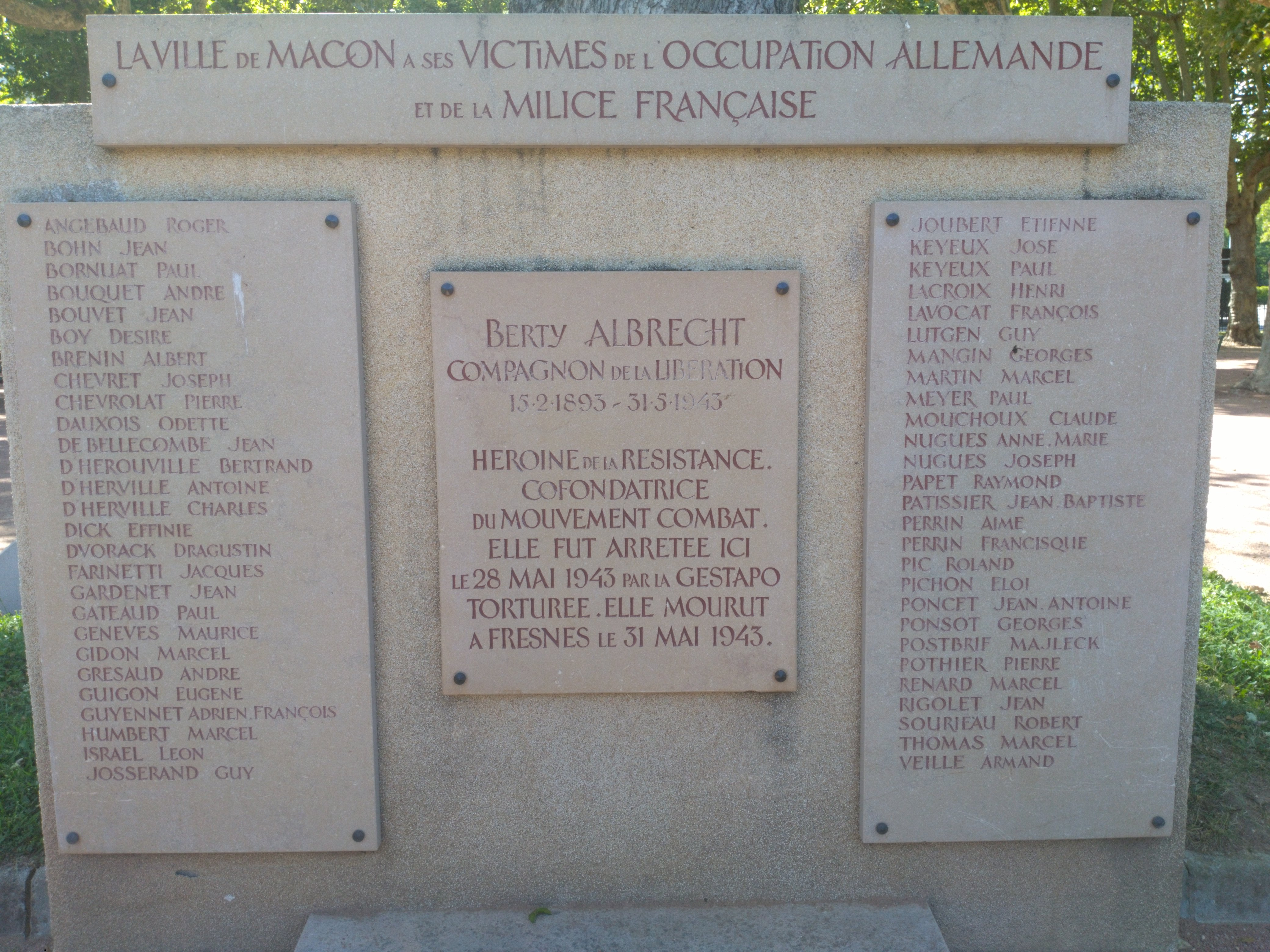
Plaque commémorative du square de la Paix à Mâcon.
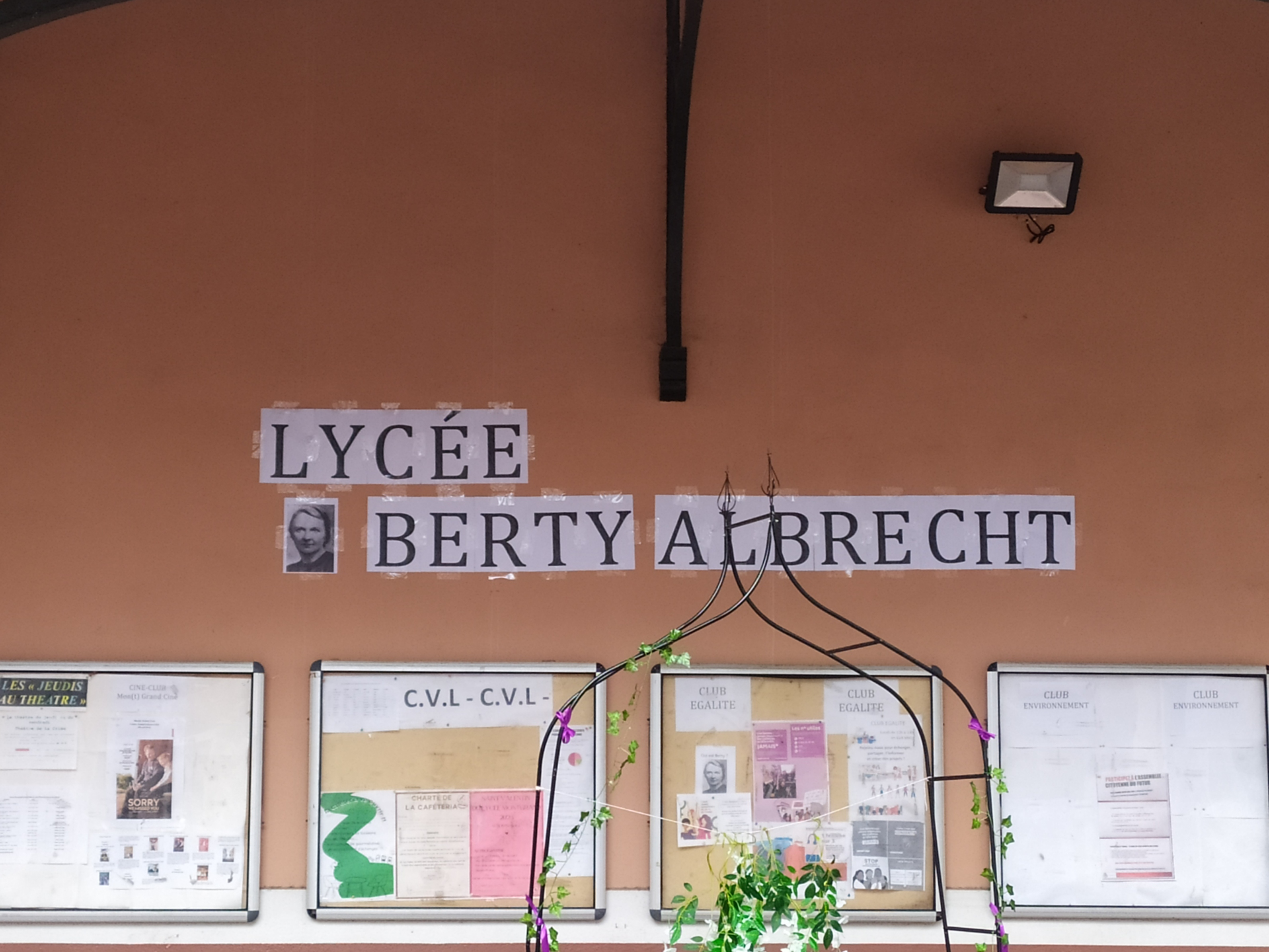
Hommage rendu pour la Journée internationale des droits des femmes au lycée Montgrand de Marseille.
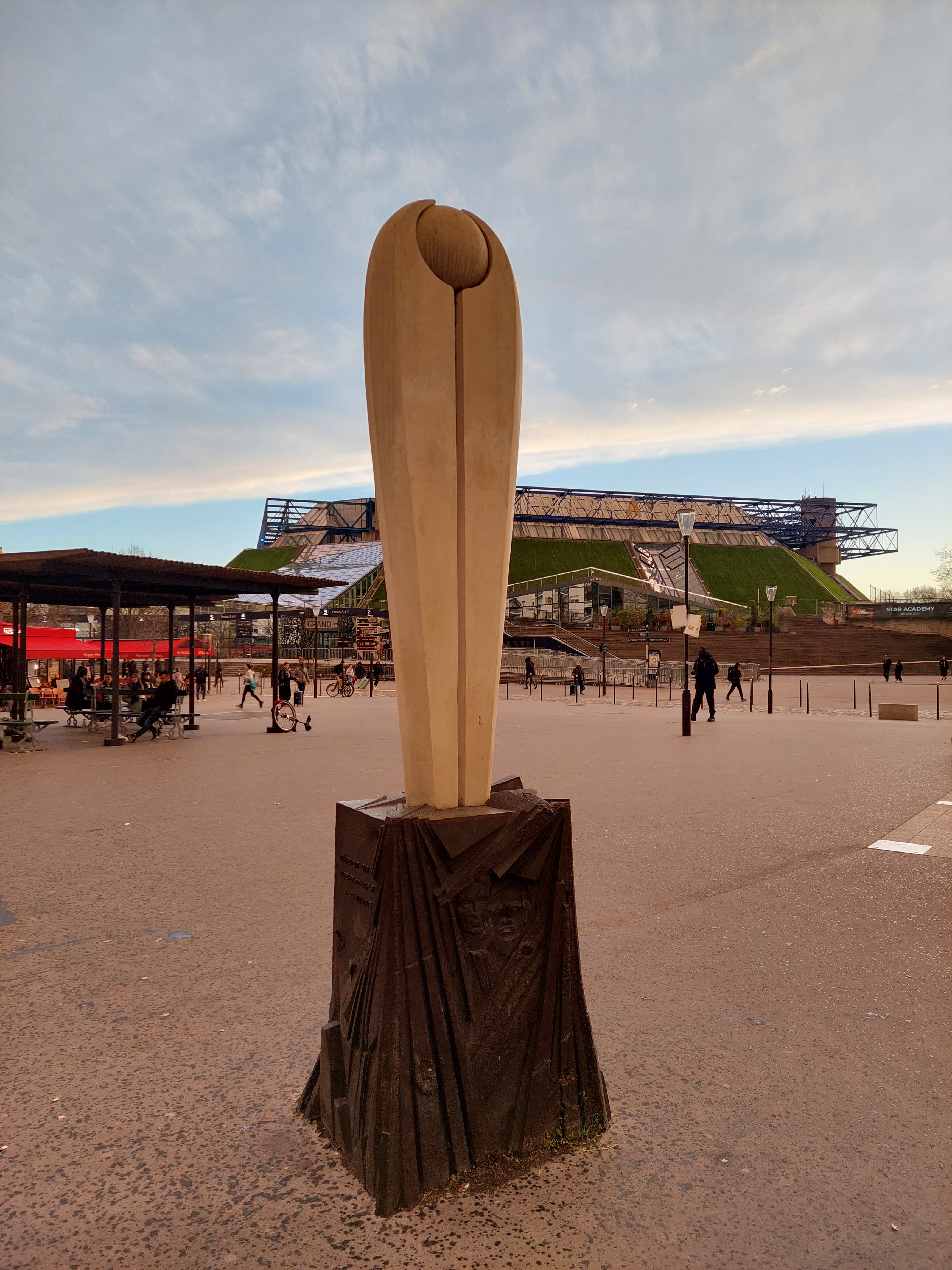
Monument en hommage à Berty Albrecht, par Michèle Forgeois, 1988, place du Bataillon-du-Pacifique dans le 12e arrondissement de Paris.

### Évocation dans la littérature
- Michèle Fabien, Claire Lacombe, suivi de, Berty Albrecht, Arles, France Paris, Actes Sud Papiers, 1989, 57 p. (ISBN 978-2-86943-198-0).

### Ressource radiophonique
- Fabrice Drouelle, « Berty Albrecht - Henri Frenay : comment s'aimer dans la France occupée » [audio], émission Affaires sensibles (48 min), France Inter, 5 décembre 2024.